# Chủ nghĩa bài Trung Quốc

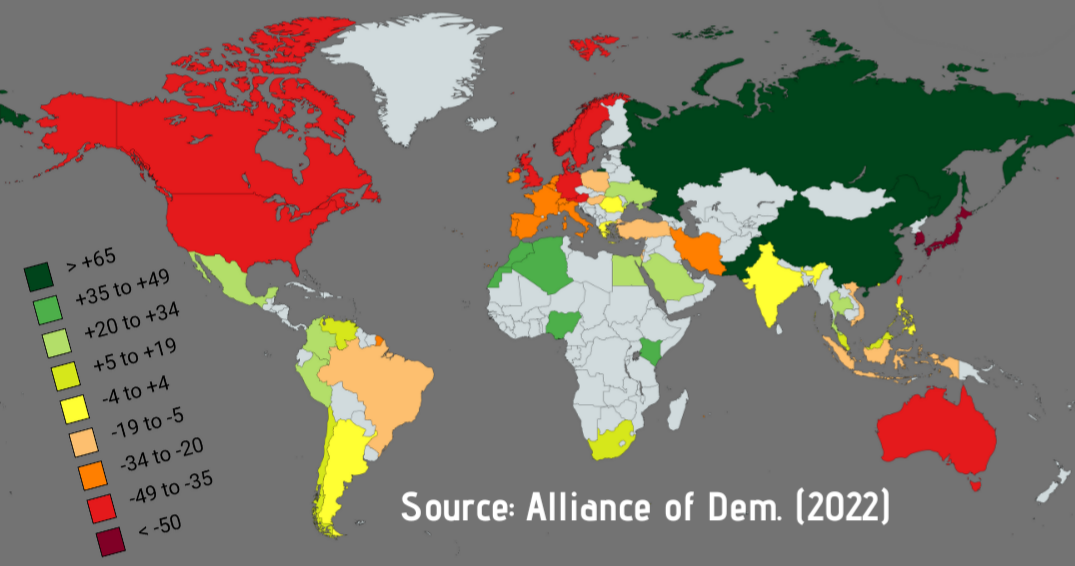
Quan điểm về Trung Quốc năm 2022, dựa trên Chỉ số Nhận thức Dân chủ

| Quốc gia                             | Tích cực | Tiêu cực | Trung lập | Hiệu số |
| ------------------------------------ | -------- | -------- | --------- | ------- |
| Pakistan                             | 82%      | 13%      | 5%        | +69     |
| Nga                                  | 74%      | 9%       | 17%       | +65     |
| Nigeria                              | 74%      | 16%      | 10%       | +58     |
| Bangladesh                           | 62%      | 14%      | 24%       | +48     |
| Perú                                 | 58%      | 23%      | 19%       | +35     |
| Colombia                             | 57%      | 23%      | 20%       | +34     |
| Thái Lan                             | 54%      | 20%      | 26%       | +34     |
| Ả Rập Xê Út                          | 57%      | 26%      | 17%       | +31     |
| México                               | 49%      | 20%      | 31%       | +29     |
| Indonesia                            | 46%      | 18%      | 36%       | +28     |
| Nam Phi                              | 54%      | 28%      | 18%       | +26     |
| Các Tiểu vương quốc Ả Rập Thống nhất | 55%      | 31%      | 14%       | +24     |
| Chile                                | 48%      | 34%      | 18%       | +14     |
| Brasil                               | 43%      | 31%      | 26%       | +12     |
| Argentina                            | 44%      | 33%      | 23%       | +11     |
| Malaysia                             | 45%      | 40%      | 15%       | +5      |
| Singapore                            | 41%      | 41%      | 18%       | ±0      |
| România                              | 38%      | 39%      | 23%       | -1      |
| Thổ Nhĩ Kỳ                           | 38%      | 45%      | 17%       | -7      |
| Philippines                          | 37%      | 45%      | 18%       | -8      |
| Tây Ban Nha                          | 31%      | 47%      | 22%       | -16     |
| Israel                               | 32%      | 52%      | 16%       | -20     |
| Ý                                    | 27%      | 53%      | 20%       | -26     |
| Việt Nam                             | 28%      | 58%      | 14%       | -30     |
| Cộng hòa Séc                         | 23%      | 56%      | 21%       | -33     |
| Ba Lan                               | 22%      | 55%      | 23%       | -33     |
| Ấn Độ                                | 24%      | 59%      | 17%       | -35     |
| Bỉ                                   | 18%      | 56%      | 26%       | -38     |
| Pháp                                 | 15%      | 57%      | 28%       | -42     |
| Ireland                              | 18%      | 62%      | 20%       | -44     |
| Hoa Kỳ                               | 16%      | 62%      | 22%       | -46     |
| Hà Lan                               | 15%      | 62%      | 23%       | -47     |
| Canada                               | 14%      | 62%      | 24%       | -48     |
| Anh Quốc                             | 14%      | 62%      | 24%       | -48     |
| Thụy Sĩ                              | 19%      | 69%      | 12%       | -50     |
| Na Uy                                | 16%      | 70%      | 14%       | -54     |
| Áo                                   | 14%      | 70%      | 16%       | -56     |
| Úc                                   | 13%      | 69%      | 18%       | -56     |
| Đức                                  | 13%      | 69%      | 18%       | -56     |
| Thụy Điển                            | 12%      | 73%      | 15%       | -61     |
| Nhật Bản                             | 7%       | 78%      | 15%       | -71     |
| Hàn Quốc                             | 5%       | 88%      | 7%        | -83     |

| Quốc gia được thăm dò | Tích cực | Tiêu cực | Tích cực-tiêu cực |
| --------------------- | -------- | -------- | ----------------- |
| Nhật Bản              | 3%       | 73%      | -70               |
| Đức                   | 10%      | 76%      | -66               |
| Pháp                  | 26%      | 68%      | -42               |
| Hoa Kỳ                | 25%      | 66%      | -41               |
| Canada                | 28%      | 64%      | -36               |
| Tây Ban Nha           | 24%      | 59%      | -35               |
| Hàn Quốc              | 32%      | 56%      | -24               |
| México                | 33%      | 40%      | -7                |
| Israel                | 27%      | 34%      | -7                |
| Ấn Độ                 | 33%      | 35%      | -2                |
| Thổ Nhĩ Kỳ            | 32%      | 31%      | 1                 |
| Anh Quốc              | 49%      | 46%      | 3                 |
| Úc                    | 47%      | 44%      | 3                 |
| Brasil                | 52%      | 29%      | 23                |
| Nga                   | 47%      | 24%      | 23                |
| Indonesia             | 52%      | 28%      | 24                |
| Argentina             | 45%      | 20%      | 25                |
| Perú                  | 54%      | 24%      | 30                |
| Kenya                 | 65%      | 25%      | 40                |
| Ghana                 | 67%      | 18%      | 49                |
| Pakistan              | 75%      | 15%      | 60                |
| Nigeria               | 85%      | 10%      | 75                |
| Trung Quốc            | 85%      | 7%       | 78                |

Chủ nghĩa bài Trung Quốc hay còn gọi là, Chủ nghĩa bài Hoa tiếng Anh: Sinophobia, bắt nguồn từ tiếng Hy Lạp cổ: Sinae nghĩa là 'người Trung Quốc' và φόβος, phobos có nghĩa là 'sợ hãi') là một xu hướng chống lại quốc gia Trung Quốc, người Trung Quốc hoặc văn hóa Trung Quốc. Sự kì thị này thường nhắm vào những người Trung Quốc chiếm thiểu số sống ở các nước ngoài Trung Quốc và càng bị phức tạp hóa lên bởi các tác động của vấn đề nhập cư, vấn đề phát triển bản sắc dân tộc ở các nước láng giềng, sự chênh lệch giàu nghèo, sự sụp đổ hệ thống triều cống trong quá khứ cũng như mối quan hệ giữa dân tộc thiểu số với dân tộc chiếm đa số.
Một vài nguyên nhân khác của xu hướng bài Trung Quốc là do những chính sách chống lại nhân quyền của giới cầm quyền Đảng Cộng sản Trung Quốc (như sự kiện Thiên An Môn năm 1989 và cuộc đàn áp Pháp Luân Công).

## Các nước phương Tây

### Nga
Liên Xô cũ và Trung Quốc bắt đầu chia rẽ những năm 1960, phát triển dần thành xung đột biên giới Xô-Trung ở vùng Siberia năm 1962 và đỉnh điểm năm 1969 là những cuộc xung đột đổ máu. Đến năm 2005, hai nước Nga – Trung mới chính thức hòa giải. Mặc dù hai quốc gia không còn mâu thuẫn với nhau nữa, song chính quyền Nga đôi lúc lo ngại về việc người Hán tràn qua những vùng thưa dân ở Siberia.

### Australia
Tại Australia, một lượng lớn người nhập cư là người Trung Quốc. Mặc dù những người nhập cư bản tính ôn hòa và cần cù, song những người Úc lại có ác cảm với người Hán vì có sự khác biệt lớn giữa văn hóa và phong tục. Những năm giữa thế kỷ 19, người Australia và New Zealand khinh bỉ người Trung Quốc như những kẻ "dơ bẩn, bệnh hoạn, [và] côn trùng rác rưởi."

### Canada
Những năm thập niên 1850, một lượng lớn người nhập cư Trung Quốc đến tỉnh British Columbia của Canada để tìm vàng. Sau đó, bắt đầu từ năm 1858, những công nhân người Hán được đưa tới Canada để làm việc trong các khu mỏ và xây dựng tuyến đường sắt Canadian Pacific Railway. Những người thợ Trung Quốc này bị phân biệt đối xử thậm tệ: họ không được coi là những công dân chính thức, không có quyền bầu cử, và hàng loạt các thứ thuế được đưa ra để ngăn chặn việc ồ ạt nhập cư của người Trung Quốc. Mãi đến năm 1947, các công dân Canada gốc Trung Quốc mới có quyền bầu cử.

## Đông Á

### Hồng Kông
Mặc dù chính quyền đã chuyển sang Trung Quốc vào 1997 từ Anh, một bộ phận Hồng Kông vẫn không tự nhận mình là người Trung Quốc. Theo một cuộc khảo sát bởi Trường Đại học Hồng Kông, có 42.3% trả lời là người Hồng Kông, so với 17.8% trả lời là người Trung Quốc, và 39.3% chọn kết hợp cả hai (người Hồng Kông Trung Quốc hay người Hồng Kông sống trong Trung Quốc). Số lượng người Trung Quốc đại lục đến Hồng Kông đã tăng rất nhiều kể từ khi bàn giao, đạt 28 triệu người vào 2011, nhiều hành vi thô lỗ của họ đã khiến người bản địa khó chịu. Vào 2012, một nhóm cư dân ở Hồng Kông đã xuất bản một tờ báo quảng cáo miêu tả người đại lục và người nhập cư như những con vật. Vào 2014, khoảng 100 người Hồng Kông đã quấy rối du khách đại lục ở Cửu Long. vấn đề này đã gây ra một phản ứng dữ dội và đã bị lên án rộng rãi. Ủy ban Cơ hội Bình đẳng của Hồng Kông đã đề xuất việc đưa vùng này cho đại lục.

## Nam Á

### Ấn Độ
Mối lo sức ảnh hưởng ngày càng tăng của Trung Quốc bắt đầu ở Ấn Độ ngay sau chiến tranh giữa 2 nước này vào năm 1962. Gần đây sự cạnh tranh giữa Ấn Độ và Trung Quốc về mặt kinh tế và quân sự cũng như sự tranh chấp lãnh thổ giữa 2 nước, thêm vào đó là việc Trung Quốc ủng hộ Pakistan tại Kashmir đã làm gia tăng sự chống lại Trung Quốc.

## Đông Nam Á
Sự ác cảm với Trung Quốc ở các nước Đông Nam Á bắt nguồn từ vấn đề về kinh tế xã hội. Thương nhân Trung Quốc từ bờ biển của Trung Hoa đại lục và người tị nạn cuộc chiến giữa 2 thị tộc Hán và Hẹ năm 1855 đến 1867 đã di cư khắp các quốc gia Đông Nam Á  và cuối cùng chiếm đa số dân số của Singapore, một thiểu số lớn ở Malaysia, Thái Lan, và một số ít (ít hơn 5% tổng dân số) nhóm dân tộc thiểu số ở Indonesia và Philippines. Với một truyền thống kinh doanh và sự tự lực, đã giúp cho người Trung Quốc phát triển thịnh vượng ở các nước này mặc dù có sự phân biệt đối xử. Điều này cho thấy thái độ trung thành của những người di dân và con cháu của họ, thêm vào đó là mối quan hệ trong các cộng đồng người Trung Quốc rất khắng khít là chất xúc tác gây nên thái độ thù ghét Trung Quốc của người dân bản địa.

### Malaysia, Indonesia và Philippines
Tại các quốc gia mà người Trung Quốc chỉ chiếm một số ít nhưng lại gây nên một sự chênh lệch về kinh tế rất đáng kể. Ví dụ, trong năm 1998, người Trung Quốc chỉ làm tăng thêm 1% dân số của Philippines và 3% dân số của Indonesia, nhưng lại kiểm soát đến 40% nền kinh tế tư nhân của Philippines và 70% của nền kinh tế tư nhân Indonesia (các nhà phân tích người Indonesia tin rằng thông cáo này là sai vì hầu hết của cải của Indonesia đã được kiểm soát bởi quân đội). Tại Malaysia, tỷ lệ sinh thấp ở người Trung Quốc đã làm giảm dân số tương đối của họ từ một nửa xuống còn một phần ba. Một nghiên cứu về Trung Quốc với tên gọi "thiểu số thống trị thị trường" nhấn mạnh rằng "sự thống trị thị trường của người Trung Quốc và sự phẫn uất mãnh liệt của đa số người dân bản địa là đặc trưng của hầu hết các quốc gia hầu ở Đông Nam Á".
Nền kinh tế bất đối xứng này đã kích động cảm tính chống Trung Quốc trong những người nghèo chiếm số đông. Đôi khi thái độ chống Trung Quốc đã chuyển sang hình thức bạo động, chẳng hạn như sự cố ngày 13 tháng 5 năm 1969 tại Malaysia và cuộc bạo loạn Jakarta vào tháng 5 năm 1998 tại Indonesia, làm hơn 2.000 người chết chủ yếu là bị những người nổi loạn đốt cháy đến chết trong một trung tâm mua sắm. Trong thời kỳ thuộc địa, một số nạn diệt chủng đã giết chết hàng chục ngàn người Trung Quốc. Trong suốt cuộc tàn sát của người Indonesia vào những năm 1965-66 làm hơn 500.000 người thiệt mạng, những người Trung Quốc bị giết còn tài sản của họ thì bị cướp bóc và đốt cháy, đó là kết quả của tư tưởng phân biệt chủng tộc chống lại người Trung Quốc viện cớ là bởi vì Dipa "Amat" Aidit đã đưa đảng Cộng sản Indonesia (PKI) thân với Trung Quốc. Tại Philippines, hàng chục người Trung Quốc bị bắt cóc mỗi năm và có thể bị giết chết mà không cần tiền chuộc - cảnh sát Philippines thường thờ ơ đối với các vấn đề về sắc tộc.
Việc chống Trung Quốc cũng đã được hợp pháp hóa tại một số quốc gia trong khu vực Đông Nam Á. Luật về chống người Trung Quốc đã có trong hiến pháp của Indonesia cho đến năm 1998.

### Việt Nam
Hải chiến Hoàng Sa 1974 và Chiến tranh biên giới Việt-Trung 1979 đã dẫn dến vụ nạn kiều trong nhóm người Hoa tại Việt Nam và nhiều người Hoa đã trở thành thuyền nhân phải rời khỏi Việt Nam bằng đường biển. Từ 1978 đến 1979, khoảng 450.000 người Hoa đã trở thành thuyền nhân tị nạn hay bị trục xuất qua Trung Quốc bằng đường bộ.
Do có một lịch sử chiến tranh lâu dài giữa hai nước, với việc tranh chấp lãnh thổ gần đây ở Hoàng Sa và Trường Sa, dẫn đến những phản ứng chống lại Trung Quốc của người Việt Nam. Trong khi chính phủ cố gắng để duy trì quan hệ thân thiện với chính phủ Trung Quốc bằng cách kêu gọi giải tán các cuộc biểu tình chống Trung Quốc và kiềm chế những lời chỉ trích liên quan đến Trung Quốc, làn sóng chống Trung Quốc đã tăng vọt vào năm 2007 sau khi Trung Quốc thành lập một chính quyền tại các quần đảo đang tranh chấp, và vào năm 2009 khi chính phủ Việt Nam cho phép nhà máy sản xuất nhôm Chinalco của Trung Quốc được quyền khai thác mỏ bauxite ở Tây Nguyên, và khi ngư dân Việt Nam đã bị bắt giữ bởi lực lượng an ninh Trung Quốc trong khi tìm kiếm nơi trú ẩn trong các vùng lãnh thổ tranh chấp. Thêm vào đó, ngày 26 tháng 5 năm 2011, 3 tàu hải giám của Trung Quốc cắt đứt dây cáp thăm dò của tàu Bình Minh 02 thuộc Tập đoàn Dầu khí Quốc gia Việt Nam (PVN) gần bờ biển Việt Nam đã gây phản ứng bất bình trong cộng đồng người Việt.
Tuy nhiên do sự tương đồng về văn hóa và chủng tộc, cũng như lịch sử chung sống lâu dài nên cộng đồng người Hoa ở đây ít khi khơi lên sự thù địch rõ rệt như ở các quốc gia Đông Nam Á khác, dù là trong thời kỳ xung đột mạnh giữa hai nước.
Theo nhà báo Daniel Groos, Chủ nghĩa bài Trung Quốc hiện nay có mặt khắp nơi ở Việt Nam, "từ những đứa trẻ còn đi học đến các quan chức chính phủ, việc chỉ trích Trung Quốc rất phổ biến." Theo Groos một phần lớn người Việt không bằng lòng việc nhập khẩu và sử dụng các sản phẩm của Trung Quốc, coi đó là những sản phẩm rõ ràng kém chất lượng.